# Alexander Aravena
Alexander Ernesto Aravena Guzmán (Huechuraba, 25 settembre 2002) è un calciatore cileno, attaccante del Grêmio.

## Caratteristiche tecniche
È una punta centrale.

## Carriera

### Club
Cresciuto nel settore giovanile dell'Universidad Católica, ha esordito in prima squadra il 21 febbraio 2020 in occasione dell'incontro di Primera División contro l'Huachipato.

### Nazionale
Ha giocato nella nazionale cilena Under-17.
Nel 2023 ha esordito nella nazionale maggiore cilena.

## Statistiche
Statistiche aggiornate al 20 maggio 2023.

### Presenze e reti nei club
| Stagione                    | Squadra                     | Campionato                  | Campionato | Campionato | Coppe nazionali | Coppe nazionali | Coppe nazionali | Coppe continentali | Coppe continentali | Coppe continentali | Altre coppe | Altre coppe | Altre coppe | Totale | Totale | Totale |
| Stagione                    | Squadra                     | Comp                        | Pres       | Reti       | Comp            | Pres            | Reti            | Comp               | Pres               | Reti               | Comp        | Pres        | Reti        | Pres   | Reti   |        |
| --------------------------- | --------------------------- | --------------------------- | ---------- | ---------- | --------------- | --------------- | --------------- | ------------------ | ------------------ | ------------------ | ----------- | ----------- | ----------- | ------ | ------ | ------ |
| 2020                        | Universidad Católica        | PD                          | 4          | 0          | -               | -               | -               | -                  | -                  | -                  | -           | -           | -           | 4      | 0      |        |
| 2021                        | Universidad Católica        | PD                          | 1          | 0          | -               | -               | -               | -                  | -                  | -                  | -           | -           | -           | 1      | 0      |        |
| 2022                        | Ñublense                    | PD                          | 30         | 11         | CC              | 6               | 1               | CS                 | 2                  | 0                  | -           | -           | -           | 38     | 12     |        |
| 2023                        | Universidad Católica        | PD                          | 13         | 7          | CC              | 1               | 0               | CS                 | 1                  | 0                  | -           | -           | -           | 14     | 7      |        |
| Totale Universidad Catolica | Totale Universidad Catolica | Totale Universidad Catolica | 18         | 7          |                 | 1               | 0               |                    | 1                  | 0                  |             | -           | -           | 20     | 7      |        |
| Totale carriera             | Totale carriera             | Totale carriera             | 48         | 18         |                 | 7               | 1               |                    | 3                  | 0                  |             | -           | -           | 58     | 19     |        |

### Cronologia presenze e reti in nazionale

#### Nazionale maggiore
| Cronologia completa delle presenze e delle reti in nazionale ― Cile | Cronologia completa delle presenze e delle reti in nazionale ― Cile | Cronologia completa delle presenze e delle reti in nazionale ― Cile | Cronologia completa delle presenze e delle reti in nazionale ― Cile | Cronologia completa delle presenze e delle reti in nazionale ― Cile | Cronologia completa delle presenze e delle reti in nazionale ― Cile | Cronologia completa delle presenze e delle reti in nazionale ― Cile | Cronologia completa delle presenze e delle reti in nazionale ― Cile |
| Data                                                                | Città                                                               | In casa                                                             | Risultato                                                           | Ospiti                                                              | Competizione                                                        | Reti                                                                | Note                                                                |
| ------------------------------------------------------------------- | ------------------------------------------------------------------- | ------------------------------------------------------------------- | ------------------------------------------------------------------- | ------------------------------------------------------------------- | ------------------------------------------------------------------- | ------------------------------------------------------------------- | ------------------------------------------------------------------- |
| 27-3-2023                                                           | Santiago del Cile                                                   | Cile                                                                | 3 – 2                                                               | Paraguay                                                            | Amichevole                                                          | -                                                                   | 51’                                                                 |
| 11-6-2023                                                           | Concepción                                                          | Cile                                                                | 3 – 0                                                               | Cuba                                                                | Amichevole                                                          | -                                                                   | 72’                                                                 |
| 20-6-2023                                                           | Santa Cruz de la Sierra                                             | Bolivia                                                             | 0 – 0                                                               | Cile                                                                | Amichevole                                                          | -                                                                   | 64’                                                                 |
| 8-9-2023                                                            | Montevideo                                                          | Uruguay                                                             | 3 – 1                                                               | Cile                                                                | Qual. Mondiali 2026                                                 | -                                                                   | 82’                                                                 |
| 12-9-2023                                                           | Santiago del Cile                                                   | Cile                                                                | 0 – 0                                                               | Colombia                                                            | Qual. Mondiali 2026                                                 | -                                                                   | 76’                                                                 |
| 12-10-2023                                                          | Santiago del Cile                                                   | Cile                                                                | 2 – 0                                                               | Perù                                                                | Qual. Mondiali 2026                                                 | -                                                                   | 80’                                                                 |
| 17-10-2023                                                          | Maturín                                                             | Venezuela                                                           | 3 – 0                                                               | Cile                                                                | Qual. Mondiali 2026                                                 | -                                                                   | 68’                                                                 |
| 16-11-2023                                                          | Santiago del Cile                                                   | Cile                                                                | 0 – 0                                                               | Paraguay                                                            | Qual. Mondiali 2026                                                 | -                                                                   | 61’                                                                 |
| 21-11-2023                                                          | Quito                                                               | Ecuador                                                             | 1 – 0                                                               | Cile                                                                | Qual. Mondiali 2026                                                 | -                                                                   | 55’                                                                 |
| 20-11-2024                                                          | Santiago del Cile                                                   | Cile                                                                | 4 – 2                                                               | Venezuela                                                           | Qual. Mondiali 2026                                                 | -                                                                   |                                                                     |
| 20-3-2025                                                           | Asunción                                                            | Paraguay                                                            | 1 – 0                                                               | Cile                                                                | Qual. Mondiali 2026                                                 | -                                                                   | 46’                                                                 |
| 5-6-2025                                                            | Santiago del Cile                                                   | Cile                                                                | 0 – 1                                                               | Argentina                                                           | Qual. Mondiali 2026                                                 | -                                                                   | 58’                                                                 |
| Totale                                                              |                                                                     | Presenze                                                            | 12                                                                  |                                                                     | Reti                                                                | 0                                                                   |                                                                     |

## Palmarès

### Club

#### Competizioni nazionali
- Campionato cileno: 2

Universidad Católica: 2020, 2021
- Supercopa de Chile: 2

Universidad Católica: 2020, 2021